# Liste der geschützten Landschaftsbestandteile im Landkreis Harz
Die Liste der geschützten Landschaftsbestandteile im Landkreis Harz nennt die geschützten Landschaftsbestandteile im Landkreis Harz in Sachsen-Anhalt.

## Liste
2024 gab es drei Geschützte Landschaftsbestandteile im Landkreis Harz.
| Bild                           | Nr. | Bezeichnung                    | Gemarkung  | Position                         | Beschreibung | Verordnung |
| ------------------------------ | --- | ------------------------------ | ---------- | -------------------------------- | --- | ---------- |
|                                |     | Streuobstwiese Anger Badeborn  | Badeborn   | 51° 46′ 23,6″ N, 11° 14′ 44,1″ O | 8,94 ha. Erhaltung der unmittelbar an den Ortsrand grenzenden großflächigen Streuobstwiese | 1993       |
|                                |     | Pinge Weißer Stahlberg         | Rübeland   | 51° 45′ 21,2″ N, 10° 51′ 54,9″ O | 4 ha. Grube mit dem Mundloch des Stahlbergs, Pinge, Weitungen, Pfeiler, sich anschließende Tiefbaustrecken (Stollen), übertägigem Berg mit Klüften und Spalten, Melaphyr-Steinbruch, Frei- und Gebäudefläche bis zur Straße. Überregionale Bedeutung als Quartier für verschiedene Fledermausarten. | 2013       |
| Ostportal des Bielsteintunnels |     | Bielsteintunnel bei Hüttenrode | Hüttenrode | 51° 47′ 6″ N, 10° 55′ 16,8″ O    | 1,5 ha. Nur der ehemalige Eisenbahntunnel, ohne die darüberliegenden Flächen, aber mit den beiden Eingangsportalen. Überregionale Bedeutung als Quartier für verschiedene Fledermausarten. | 2013       |